# موت نجمت (زوجة بسوسنس الأول)
موت نجمت، هي ملكة مصرية قديمة غير حاكمة أو زوجة ملك عاشت خلال الأسرة الحادية والعشرين، وقد كانت الزوجة الملكية العظمى لشقيقها الملك باسب خعنوت الأول (بسوسنس الأول كما أسماه الإغريق)، وكانت أم الملك أمنمؤبي (أمون إم أوبت) والأمير عنخف إن موت.

## عائلتها
كانت ابنة كاهن أمون الأكبر باينجم الأول (بينوزم الأول)، الذي كان حاكماً بحكم الأمر الواقع في جنوب مصر من حوالي عام 1070 ق.م فصاعداً، ثم أعلن نفسه ملكاً في عام 1054 ق.م، ووالدتها هي الملكة دوات حتحور حنوت تاوي، ابنة الملك رعمسيس الحادي عشر، آخر ملوك الأسرة العشرين، كما أن ثلاثة من إخوتها نجحوا في خلافة بعضهم البعض ككهنة عظام للإله آمون، وأختها، ماعت كا رع أصبحت زوجة الإله آمون.

## ظهورها على الآثار
تم تصويرها كفتاة صغيرة في معبد الأقصر مع أختيها ماعت كا رع وحنوت تاوي. وهي تظهر أيضا في مقبرة زوجها في تانيس حيث دفنت هي نفسها؛ وهناك لقبت بألقاب الملكات في غرفة دفنها الخاصة. وقد تم اغتصاب المقبرة في وقت لاحق بواسطة ابنها أمنمؤبي، وفقدت مومياؤها. وهناك عدة أجزاء منم أثاثها الجنائزي موجودة الآن في المتحف المصري بالقاهرة.

## ألقابها
- ابنة الملك من جسده.
- أخت الملك.
- الزوجة الملكية العظمى.
- ربة الأرضين.
- النبية (الكاهنة) الثانية للإله آمون في تانيس.[1]